# Tejuelería con madera de ciprés de las Guaitecas
La tejuelería con madera de ciprés de las Guaitecas (pilgerodendron uviforme) es un oficio tradicional presente en varias localidades y comunas de la Región de Aysén; el cual tiene origen en los colonos chilenos, quienes recurrieron a la abundante madera nativa como recurso clave para la construcción de viviendas en medio de un entorno agreste.

## Ubicación
Comunas: Tortel, Chile Chico, Coyhaique, Guaitecas.
Localidades: Caleta Tortel y Lago Negro, Puerto Guadal, Villa Ortega, Melinka y Repollal Alto.

## Origen
La tradición maderera que desempeñan los tejueleros proviene aproximadamente del siglo XVII de una larga data de herencia familiar, especialmente desde los padres a sus hijos. Ha sido por tanto, principalmente un oficio masculino, mas no excluyente a las mujeres ya que hay cultoras en este oficio.
La tradición maderera y posteriormente el oficio de la tejuelería comienza a partir del siglo XX, cuando comienzan las primeras explotaciones madereras en la zona continental, vinculadas a grandes haciendas ganaderas y empresas exportadoras.

## Materialidad
Posteriormente a la popularización de la tejuela de madera durante el siglo XIX, tanto por su funcionalidad como por su estética de influencia europea en la Región de Los Lagos, se materializa la arquitectura híbrida de barro o cemento y techada con tejuelas de madera y/o solamente madera.
Destacan:
- La Lenga (Nothofagus pumilio)
- El Coigüe común (Nothofagus pumilio)
- El Coigüe de Magallanes (Nothofagus betuloides)
- La Tepa (Laureliopsis philippiana)
- El Mañío (Podocarpus nubigenus)
- El Ciprés de la Cordillera (Austrocedrus chilensis)
- El Ciruelillo (Embothrium coccineum)
- El Ciprés de Las Guaitecas, que era explotado mayoritariamente para la obtención de postes

## Tesoro Humano Vivo

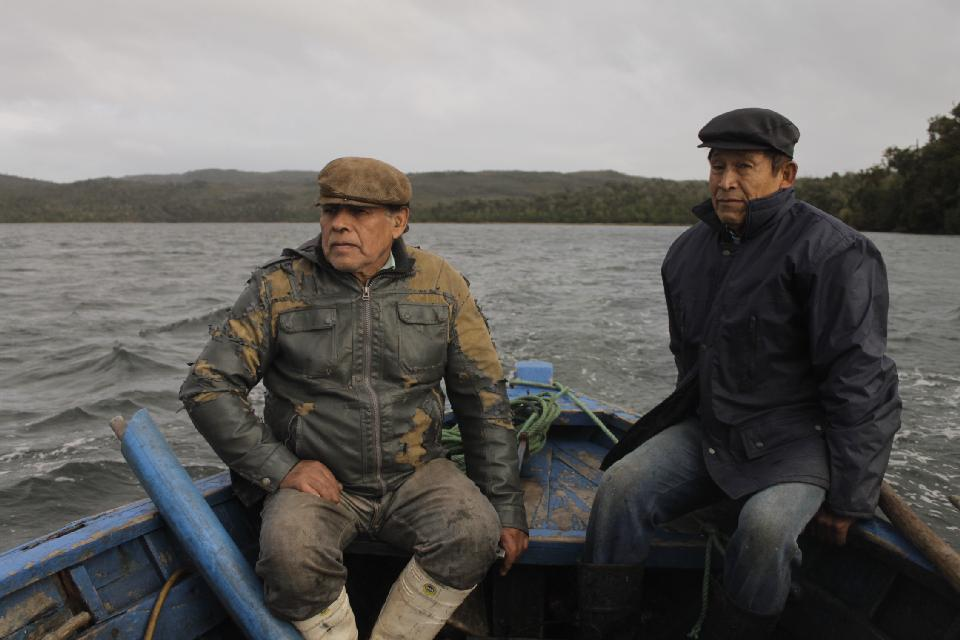
Ramón Carimoney y José Colivoro nombrados Tesoro Humano Vivo en 2015.

El año 2015, el Estado de Chile, a través del Departamento de Patrimonio Cultural del ex Consejo Nacional de la Cultura y las Artes, le otorgó el nombramiento de Tesoro Humano Vivo a los cultores Ramón Carimoney y José Colivoro.  
Tanto don José como don Ramón son eminentes conocedores de la diversidad arbórea de la zona, así como de sus potenciales usos. Desde sus inicios como artesanos, construyeron la iglesia local con madera de ciprés en sus vigas.  
- José Colivoro es oriundo de Las Guaitecas. Relata que comenzó su trabajo cuando aún era un niño.
- Ramón Colivoro por su parte, es originario de la comuna de Quellón, Isla Grande de Chiloé.

## Control de la tala y transporte de la madera
Con el fin de evitar su extinción y el robo de madera de bosque nativo, la tala de los árboles endémicos utilizados y el transporte de su madera se encuentra regulado para así al mismo tiempo, evitar la deforestación y proceder en concordancia con las políticas de cuidado a los ecosistemas, la reforestación con otros árboles nativos en los terrenos talados y el desarrollo sostenible en la zona.
Resulta contradictorio el reconocimiento auspiciado por el Estado de Chile para los tejueleros Sres. Colivoro y Chiguay, considerando que su oficio implica utilizar madera de Ciprés de las Guaitecas, especie arrasada en la isla Ascensión (Melinka), y en grave peligro de extinción. 